# Bojack Horseman
BoJack Horseman är en amerikansk animerad situationskomedi skapad av Raphael Bob-Waksberg. Will Arnett ger rösten åt seriens huvudkaraktär BoJack Horseman. Birollerna spelas av bland annat Amy Sedaris, Alison Brie, Paul F. Tompkins och Aaron Paul. Den första säsongen hade premiär 22 augusti 2014 på streamingtjänsten Netflix. Trots blandad kritik har serien varit framgångsrik bland tittare och bara en vecka efter premiären meddelade Netflix att man producerar en andra säsong år 2015. År 2018 hade seriens femte säsong premiär.

## Handling
Serien utspelar sig i en värld där människor och antropomorfiska djur lever sida vid sida, och fokuserar speciellt på BoJack Horseman, en före detta stjärna som hade huvudrollen i en populär TV-serie på nittiotalet. Numera bor han i Hollywood och tillbringar sin tid med att dricka, festa och sakna den gamla goda tiden. Nu vill han göra en comeback i form av en biografi, och till sin hjälp anlitar han spökskrivaren Diane Nguyen.

## Rollfigurer

### Huvudkaraktärer
- BoJack Horseman (röst av Will Arnett) – En antropomorfisk häst som hade huvudrollen i situationskomedin "Horsin' Around" på nittiotalet. Efter seriens slut har han blivit frustrerad och bitter av självförakt. Han ser sin biografi som sin sista chans att komma tillbaka i rampljuset.
- Princess Carolyn (röst av Amy Sedaris) – En antropomorfisk rosa perserkatt som är BoJacks agent och on-off flickvän.
- Diane Nguyen (röst av Alison Brie) – BoJacks vietnames-amerikanska spökskrivare.
- Mr. Peanutbutter (röst av Paul F. Tompkins) – En antropomorfisk Labrador Retriever och Dianes pojkvän. Är även BoJacks före detta rival, eftersom de båda spelade huvudrollerna i två väldigt lika TV-serier.
- Todd Chavez (röst av Aaron Paul) – En arbetslös slöfock som hamnade på en fest hemma hos BoJack för fem år sen och aldrig gick därifrån. Trots att BoJack ofta skäller ut Todd, bryr han sig ändå mycket om honom och är rädd för att förlora honom.

### Återkommande karaktärer
- Pinky Penguin (röst av Patton Oswalt) – En antropomorfisk pingvin som jobbar på ett konkurshotat förlag och är beroende av BoJacks bok för att kunna rädda sitt jobb och företag.
- Sarah Lynn (röst av Kristen Schaal) – En skådespelerska som spelade BoJacks yngsta dotter i "Horsin' Around". Efter att TV-serien lades ner blev hon en framgångsrik popsångerska i början av 2000-talet, men drogmissbruk och alkohol förstörde hennes karriär.
- Herb Kazzaz (röst av Stanley Tucci) – BoJacks före detta mentor, en erfaren komiker som skapade och skrev "Horsin' Around". BoJack och Herb kom i bråk under TV-seriens gång och har inte pratat på 18 år.
- Beatrice och Butterscotch Horseman (röster av Wendie Malick och Will Arnett) – BoJacks föräldrar som försummade och kränkte honom under hans uppväxt, Butterscotch är död, men Beatrice lever fortfarande.
- Lennie Turtletaub (röst av J.K. Simmons) – En sköldpadda och framgångsrik Hollywood-producent.
- Tom Jumbo-Grumbo (röst av Keith Olbermann) – En blåval och nyhetsankare på MSNBSea som rapporterar om BoJacks missöden.
- Margo Martindale – En överdriven version av skådespelerskan Margo Martindale, som gladeligen följer med på BoJacks invecklade upptåg.
- Wayne (röst av Wyatt Cenac) – Dianes expojkvän, en hipster som skriver artiklar på BuzzFeed.
- "Vincent Adultman" (röst av Alison Brie) – Princess Carolyns pojkvän under den senare delen av säsong ett. Alla utom BoJack verkar omedvetna om att han egentligen är tre barn som står på varandra under en trenchcoat.

### Mindre karaktärer
- Laura (röst av Rachel Bloom) – Princess Carolyns sekreterare.
- Neal McBeal (röst av Patton Oswalt) – En säl som också är en Navy Seal. BoJack hamnar i bråk med honom över en låda muffins.
- Charlotte (röst av Olivia Wilde) – En hjort och Herb Kazzazs exflickvän, som BoJack en gång var förälskad i. Under en drog- och alkoholframkallad dvala drömmer BoJack om ett liv där han aldrig blev TV-stjärna utan flyttade till Maine med Charlotte. I hans dröm gifte de sig, fick en dotter och levde ett stillsamt lantliv.

### Gästkaraktärer
- Naomi Watts – Naomi Watts är en extrem version av sig själv och spelar Diane i Mr. Peanutbutters film.
- Wallace Shawn – Wallace Shawn är en extrem version sig själv och spelar BoJack i Mr. Peanutbutters film.
- Vanessa Gekko (röst av Kristin Chenoweth) – Vanessa Gekko är Princess Carolyns rival. Då deras agenturer går samman tvingas de dela kontor med varandra under en kort period.
- Mr. Witherspoon (röst av Stephen Colbert) – Mr. Witherspoon är en padda och Princess Carolyns chef.
- Secretariat (röst av John Krasinski) – En kapplöpningshäst och BoJacks hjälte. Han blir utskämd när det visar sig att han satsat på sina egna tävlingar.

## Avsnitt
| Säsong | Säsong  | Avsnitt | Avsnitt | Originalvisning                   | Originalvisning                   | Originalkanal |
| ------ | ------- | ------- | ------- | --------------------------------- | --------------------------------- | ------------- |
|        | 1       | 12      | 12      | 22 augusti 2014                   | 22 augusti 2014                   | Netflix       |
|        | Special | Special | Special | 19 december 2014                  | 19 december 2014                  | Netflix       |
|        | 2       | 12      | 12      | 17 juli 2015                      | 17 juli 2015                      | Netflix       |
|        | 3       | 12      | 12      | 22 juli 2016                      | 22 juli 2016                      | Netflix       |
|        | 4       | 12      | 12      | 8 september 2017                  | 8 september 2017                  | Netflix       |
|        | 5       | 12      | 12      | 14 september 2018                 | 14 september 2018                 | Netflix       |
|        | 6       | 16      | 16      | 25 oktober 2019 - 31 januari 2020 | 25 oktober 2019 - 31 januari 2020 | Netflix       |